# Tour de France 2024/1. Etappe
Die 1. Etappe der Tour de France 2024 fand am 29. Juni 2024 statt. Sie bildete den Grand Départ der 111. Austragung des französischen Etappenrennens, das erstmals in Italien gestartet wurde. Die Strecke führte von Florenz über 206 hüglige Kilometer nach Rimini. Nach der Etappe haben die Fahrer 5,89 % der Gesamtdistanz zurückgelegt.
Der Etappensieg ging an den Franzosen Romain Bardet (Team dsm-firmenich PostNL), der rund 50 Kilometer vor dem Ziel in der Côte de San Leo angriff und zu seinem Teamkollegen Frank van den Broek aufschloss. Die beiden retteten sich mit einem Vorsprung von fünf Sekunden ins Ziel, ehe Wout van Aert (Team Visma-Lease a Bike) den Sprint um Platz drei aus dem stark reduzierten Hauptfeld gewann.

## Streckenverlauf
Der neutralisierte Start erfolgte in Florenz auf dem Piazzale delle Cascine vor der Università degli Studi di Firenze. Auf der Viale degli Olmi ging es vorbei an der Visarno Arena, ehe das Velodromo Enzo Sacchi erreicht wurde. Vom Piazzale Vittorio Veneto führte die Strecke zum Porta al Prato und weiter zur Villa Favard. Es ging entlang des Arno weiter in Richtung Osten zur Ponte alla Carraia. Beim Piazza Carlo Goldoni bogen die Fahrer links ab und passierten den Palazzo Strozzi, ehe sie wenig später das Stadtzentrum erreichten. Im weiteren Verlauf wurden mit dem Piazza della Repubblica, dem Baptisterium San Giovanni, dem Dom zu Florenz und dem Piazza della Signoria zahlreiche Sehenswürdigkeiten der Stadt passiert. Über die Ponte Vecchio wurde der Arno überquert, bevor es vorbei am Palazzo Pitti zum Porta Romana ging. Nach rund 6,2 Kilometern begann die Straße zu steigen und führte bergauf zur Basilika San Miniato al Monte und San Salvatore al Monte, die sich nahe des Piazzale Michelangelo befindet. Nach der anschließenden Abfahrt wurden Gavinana und Sorgane passiert, ehe das Rennen auf der SP34 bei Bagno A Ripoli nach 16,7 Kilometern freigegeben wurde.
Nach dem offiziellen Start führte die Strecke entlang des Arno in Richtung Osten. Über Pontassieve ging es im Anschluss nach Rufina und Dicomano, ehe in San Godenzo die Auffahrt auf den Col de Valico Tre Faggi begann. Dieser stellte mit einer Höhe von 930 Metern den höchsten Punkt der Etappe dar und wurde nach 49,7 Kilometern überquert. Auf der Passhöhe wurde eine Bergwertung der 2. Kategorie abgenommen, ehe eine lange flache Abfahrt nach Premilcuore führte. Bei Strada San Zeno bog die Strecke von der SS9ter ab und führte auf die Côte des Forche (430 m), die nach 77,8 Kilometern kurz vor Galeata erreicht wurde. Sie galt als Anstieg der 3. Kategorie. Daraufhin drehte die Fahrtrichtung gen Süden und in Santa Sofia wurde bei Kilometer 86,6 der einzige Zwischensprint ausgefahren, bevor mit der Côte de Carnaio (760 m) eine weitere Bergwertung der 3. Kategorie folgte. Diese wurde nach 98,3 Kilometern und somit etwa zur Hälfte der Etappendistanz überquert. Nach der anschließenden Abfahrt folgte ein längeres Flachstück, das die Fahrer über San Piero in Bagno und Sarsina ins östliche Mercato Saraceno leitete. Hier begann die zweite Serie von Anstiegen, die die nächsten rund 40 Kilometer der Streckenführung prägten. Zunächst wurde mit der Côte de Barbotto (584 m) eine Bergwertung der 2. Kategorie nach 135,6 Kilometern überquert, ehe es nach einer kurzen Gegensteigung bei Perticara bergab nach Novafeltria ging. Vom Ufer des Marecchia ging es im Anschluss zur Bergwertung der Côte de San Leo (572 m), die ebenfalls als Anstieg der 2. Kategorie galt und bei Kilometer 157,3 erreicht wurde. Die anschließende Abfahrt führte in Richtung Osten, ehe die Straße erneut zu steigen begann. Nach 167,1 Kilometern wurde mit der Côte de Montemaggio (508 m) eine Bergwertung der 3. Kategorie überquert. Kurz darauf passierten die Fahrer bei Pieve Corena die Landesgrenze von San Marino. Das Land wurde erstmals befahren und mit der Côte de San Marino (648 m) die letzte Bergwertung des Tages abgenommen. Diese wies auf einer Länge von 7,1 Kilometern eine durchschnittliche Steigung von 4,8 % auf und führte über Fiorentino ins Zentrum der Hauptstadt, das auf dem Monte Titano liegt. Die Bergwertung der 3. Kategorie wurde auf der Viale Federico D'urbino abgenommen. Im Anschluss folgte eine längere Abfahrt, die die Fahrer über Valdragone und Dogana zurück nach Italien leitete. Die letzten 15 Kilometer führten auf der gut ausgebauten SS72 auf direktem Weg nach Rimini, wo sich der Zielstrich auf der Lungomare Giuseppe di Vittorio neben der Adriaküste befand.
|                            | Ort                              | Kilometer | Länge (km) | Höhe (m) | Ø Steigung |
| -------------------------- | -------------------------------- | --------- | ---------- | -------- | ---------- |
| neutralisierter Start      | Florenz (Piazzale delle Cascine) | −16,7     |            |          |            |
| offizieller Start          | Bagno a Ripoli (SP34)            | 0,0       |            |          |            |
| Bergwertung (2. Kategorie) | Col de Valico Tre Faggi          | 49,7      | 12,5       | 930      | 5,1 %      |
| Bergwertung (3. Kategorie) | Côte des Forche                  | 77,8      | 2,5        | 430      | 6,2 %      |
| Zwischensprint             | Santa Sofia                      | 86,6      |            |          |            |
| Bergwertung (3. Kategorie) | Côte de Carnaio                  | 98,3      | 10,5       | 760      | 4,6 %      |
| Bergwertung (2. Kategorie) | Côte de Barbotto                 | 135,6     | 5,8        | 584      | 7,6 %      |
| Bergwertung (2. Kategorie) | Côte de San Leo                  | 157,3     | 4,6        | 572      | 7,7 %      |
| Bergwertung (3. Kategorie) | Côte de Montemaggio              | 167,1     | 4,2        | 508      | 6,6 %      |
| Bergwertung (3. Kategorie) | Côte de San Marino               | 179,7     | 7,1        | 648      | 4,8 %      |
| Ziel                       | Rimini                           | 206,0     |            |          |            |

## Rennverlauf
Bereits vor dem Start kam der Tscheche Jan Hirt (Soudal Quick-Step) zu Sturz, nachdem er mit einem Zuschauer kollidierte. Das Rennen wurde zur Mittagszeit bei Temperaturen jenseits der 30 Grad Marke freigegeben und es kam zu den ersten Angriffen. Mit Matej Mohorič (Bahrain Victorious), Valentin Madouas (Groupama-FDJ), Ion Izagirre (Cofidis), Clément Champoussin (Arkéa-B&B Hotels), Frank van den Broek (dsm-firmenich PostNL), Sandy Durjadin und Mattéo Vercher (beide TotalEnergies) setzten sich nach rund 16 Kilometern sieben Fahrer vom Hauptfeld ab. Da die Uno-X Mobility Mannschaft mit keinem Fahrer in der Ausreißergruppe vertreten war, versuchten auf den anschließenden Kilometern immer wieder Fahrer der norwegischen Mannschaft die Lücke zu der Spitzengruppe zu schließen. Schlussendlich konnten sich Jonas Abrahamsen (Uno-X Mobility) entscheidend lösen und der Norweger schloss mit Ryan Gibbons (Lidl-Trek) an seinem Hinterrad im Anstieg des Col de Valico Tre Faggi nach rund 40 Kilometern zu den Ausreißern auf. Im ersten Anstieg des Tages geriet Mattéo Vercher in Schwierigkeiten und musste seine Fluchtgefährten ziehen lassen. Im Hauptfeld fiel Mark Cavendish (Astana Qazaqstan) zurück, wobei dem Briten vier Mannschaftskollegen zur Seite gestellt wurden. Er erreichte die Passhöhe drei Minuten nach dem Peloton. Unterdessen sicherte sich Ion Izagirre vor Valentin Madouas, Jonas Abrahamsen und Frank van den Broek die erste Bergwertung des Tages.
Nachdem der Vorsprung der Ausreißergruppe maximal rund sechs Minuten betragen hatte, schmolz er im Anstieg auf die Côte des Forche auf etwa vier Minuten. Diesmal setzte sich Jonas Abrahamsen im Sprint um die Bergpunkte vor Ion Izagirre durch. Den ersten Zwischensprint in Santa Sofia gewann Sandy Durjadin, ehe Jasper Philipsen (Alpecin-Deceuninck) das Peloton als Neunter über die Abnahme führte. Hinter dem Belgier sicherten sich Mads Pedersen (Lidl-Trek), Sam Bennett (Decathlon AG2R La Mondiale), Bryan Coquard (Cofidis), Biniam Girmay (Intermarché-Wanty), Jasper Stuyven (Lidl-Trek) und Stefan Bissegger (EF Education-EasyPost) die verbliebenen Punkte. Nach dem Zwischensprint konnten Sandy Durjadin und Clément Champoussin der Ausreißergruppe im Anstieg der Côte de Carnaio nicht folgen, wodurch nur noch sechs Fahrer an der Spitze des Rennens verblieben. Unterdessen verloren auch weitere Sprinter den Kontakt zum Hauptfeld, sodass sich nach und nach eine größere Gruppe um Mark Cavendish bildete. Die dritte Bergwertung des Tages ging erneut an Ion Izagirre, der sich vor Jonas Abrahamsen durchsetzte.
Rund 75 Kilometer vor dem Ziel begann mit der Colle del Barbotto der erste Anstieg einer Serie von vier Bergwertungen. Auf der rund sechs Kilometer langen Auffahrt, die Rampen von bis zu 19 % aufweist, zerfiel die Ausreißergruppe. Jonas Abrahamsen kam als erster Fahrer bei der Bergwertung an und sicherte sich fünf weitere Punkte, womit er die Führung in der Sonderwertung übernahm. Dahinter folgten Valentin Madouas, Frank van den Broek und Matej Mohorič während Ion Izagirre dem Tempo nicht folgen konnte. Im Hauptfeld forcierte das UAE Team Emirates um Tadej Pogačar die Gangart, wodurch das Hauptfeld stark reduziert wurde. Mit dem Weltmeister Mathieu van der Poel (Alpecin-Deceuninck), Arnaud De Lie (Lotto Dstny) und Michael Matthews (Jayco AlUla) fielen zudem mehrere endschnelle Fahrer zurück. Auch David Gaudu (Groupama-FDJ), der als Gesamtklassement-Fahrer an den Start gegangen war, konnte dem Peloton nicht mehr folgen und büßte schlussendlich fast eine halbe Stunde ein.
Nachdem sich im Hauptfeld nur noch rund 50 Fahrer befanden, beruhigte sich die Rennsituation etwas im Anstieg der Côte de San Leo. Dies nutzte der Franzose Romain Bardet (dsm-firmenich PostNL). Er setzte sich vom Hauptfeld ab und schloss als Solist zu seinem Teamkollegen Frank van den Broek auf, der seit den ersten Rennkilometern in der Ausreißergruppe gefahren war. Vorbei am abgehängten Matej Mohorič und Ryan Gibbons fuhr das dsm-firmenich PostNL-Duo zu den beiden Spitzenreitern und schloss die verbliebenen Meter in der anschließenden Abfahrt. Unterdessen hatte sich Valentin Madouas bei der Bergwertung die meisten Punkte vor Jonas Abrahamsen gesichert.
Vor dem vorletzten Anstieg der Côte de Montemaggio betrug der Vorsprung der vier Ausreißer rund eineinhalb Minuten. Noch vor der nächsten Bergwertung fielen Jonas Abrahamsen und Valentin Madouas zurück, sodass das dsm-firmenich PostNL-Duo das Rennen nun allein anführte. Während Frank van den Broek die meisten Bergpunkte holte, griff Ben Healy (EF Education-EasyPost) im Hauptfeld an und versuchte die Lücke als Solist zu schließen, was ihm jedoch nicht gelang. Bei der letzten Bergwertung in San Marino, die ebenfalls an Frank van den Broek ging, betrug der Vorsprung der beiden Spitzenreiter immer noch rund zwei Minuten, ehe die letzten 26 Kilometer meist abschüssig nach Rimini führten. Nun formierten sich im Hauptfeld die Mannschaften der endschnellen Fahrer, wobei Lidl-Trek für Mads Pedersen, EF Education-EasyPost für Alberto Bettiol und Visma-Lease a Bike für Wout van Aert den Großteil der Nachführarbeit übernahmen. Fünf Kilometer vor dem Ziel betrug der Vorsprung der Ausreißer nur noch eine halbe Minute, doch die beiden Teamkollegen retteten sich schlussendlich mit einem Vorsprung von fünf Sekunden ins Ziel. Frank van den Broek überließ seinem älteren Teamkollegen den Etappensieg, der erstmals in seiner Karriere das Gelbe Trikot überstreifen durfte. Wout van Aert setzte sich im Zielsprint des Hauptfelds vor Tadej Pogačar im Kampf um Platz drei durch.
Romain Bardet führte mit seinem Etappensieg die Gesamtwertung an und lag nun vier Sekunden vor seinem Teamkollegen Frank van den Broek, der das Weiße Trikot des besten Nachwuchsfahrers übernahm. Wout van Aert lag als Dritter elf Sekunden zurück, während die meisten Gesamtklassement-Fahrer einen Rückstand von 15 Sekunden aufwiesen. Weiters lag Frank van den Broek an der Spitze der Punktewertung und wurde als kämpferischster Fahrer ausgezeichnet. Jonas Abrahamsen führte nach dem ersten Etappentag die Bergwertung an. Aufgrund der Zeitbonifikationen lag das Team dsm-firmenich PostNL an der Spitze der Mannschaftswertung. Mit Michele Gazzoli (Astana Qazaqstan) musste ein Fahrer das Rennen wegen eines Hitzeschlags aufgeben. Der Italiener war Teil der Helfer um Mark Cavendish, ehe er etwa zur Hälfte der Etappe abgehängt wurde. Sein Kapitän erreichte das Ziel mit einem Rückstand von fast 40 Minuten im vorgegebenen Zeitlimit.

## Ergebnis
| \| Etappenergebnis \| Etappenergebnis \| Etappenergebnis \| Etappenergebnis \| Etappenergebnis \| \| Fahrer \| Fahrer \| Land \| Team \| Zeit \| \| --------------- \| ------------------- \| --------------- \| -------------------------- \| --------------- \| \| 1. \| Romain Bardet \| Frankreich \| Team dsm-firmenich PostNL \| 5 h 07 min 22 s \| \| 2. \| Frank van den Broek \| Niederlande \| Team dsm-firmenich PostNL \| + 0 s \| \| 3. \| Wout van Aert \| Belgien \| Team Visma \\| Lease a Bike \| + 5 s \| \| 4. \| Tadej Pogačar \| Slowenien \| UAE Team Emirates \| + 5 s \| \| 5. \| Maxim Van Gils \| Belgien \| Lotto Dstny \| + 5 s \| \| 6. \| Alex Aranburu \| Spanien \| Movistar Team \| + 5 s \| \| 7. \| Mads Pedersen \| Dänemark \| Lidl-Trek \| + 5 s \| \| 8. \| Remco Evenepoel \| Belgien \| Soudal Quick-Step \| + 5 s \| \| 9. \| Pello Bilbao \| Spanien \| Bahrain Victorious \| + 5 s \| \| 10. \| Alberto Bettiol \| Italien \| EF Education-EasyPost \| + 5 s \| |                     |             |                            |                 |
| |                     |             |                            |                 |
| Quellen: ProCyclingStats Cycling Quotient |                     |             |                            |                 |
| Etappenergebnis |                     |             |                            |                 |
| Fahrer | Fahrer              | Land        | Team                       | Zeit            |
| 1. | Romain Bardet       | Frankreich  | Team dsm-firmenich PostNL  | 5 h 07 min 22 s |
| 2. | Frank van den Broek | Niederlande | Team dsm-firmenich PostNL  | + 0 s           |
| 3. | Wout van Aert       | Belgien     | Team Visma \| Lease a Bike | + 5 s           |
| 4. | Tadej Pogačar       | Slowenien   | UAE Team Emirates          | + 5 s           |
| 5. | Maxim Van Gils      | Belgien     | Lotto Dstny                | + 5 s           |
| 6. | Alex Aranburu       | Spanien     | Movistar Team              | + 5 s           |
| 7. | Mads Pedersen       | Dänemark    | Lidl-Trek                  | + 5 s           |
| 8. | Remco Evenepoel     | Belgien     | Soudal Quick-Step          | + 5 s           |
| 9. | Pello Bilbao        | Spanien     | Bahrain Victorious         | + 5 s           |
| 10. | Alberto Bettiol     | Italien     | EF Education-EasyPost      | + 5 s           |

## Gesamtstände
| \| Gesamtwertung \| Gesamtwertung \| Gesamtwertung \| Gesamtwertung \| Gesamtwertung \| \| Fahrer \| Fahrer \| Land \| Team \| Zeit \| \| ------------- \| ------------------- \| ------------- \| -------------------------- \| --------------- \| \| 1. \| Romain Bardet \| Frankreich \| Team dsm-firmenich PostNL \| 5 h 07 min 12 s \| \| 2. \| Frank van den Broek \| Niederlande \| Team dsm-firmenich PostNL \| + 4 s \| \| 3. \| Wout van Aert \| Belgien \| Team Visma \\| Lease a Bike \| + 11 s \| \| 4. \| Tadej Pogačar \| Slowenien \| UAE Team Emirates \| + 15 s \| \| 5. \| Maxim Van Gils \| Belgien \| Lotto Dstny \| + 15 s \| \| 6. \| Alex Aranburu \| Spanien \| Movistar Team \| + 15 s \| \| 7. \| Mads Pedersen \| Dänemark \| Lidl-Trek \| + 15 s \| \| 8. \| Remco Evenepoel \| Belgien \| Soudal Quick-Step \| + 15 s \| \| 9. \| Pello Bilbao \| Spanien \| Bahrain Victorious \| + 15 s \| \| 10. \| Alberto Bettiol \| Italien \| EF Education-EasyPost \| + 15 s \| |                     |             |                            |                 |
| |                     |             |                            |                 |
| Quellen: ProCyclingStats Cycling Quotient |                     |             |                            |                 |
| Gesamtwertung |                     |             |                            |                 |
| Fahrer | Fahrer              | Land        | Team                       | Zeit            |
| 1. | Romain Bardet       | Frankreich  | Team dsm-firmenich PostNL  | 5 h 07 min 12 s |
| 2. | Frank van den Broek | Niederlande | Team dsm-firmenich PostNL  | + 4 s           |
| 3. | Wout van Aert       | Belgien     | Team Visma \| Lease a Bike | + 11 s          |
| 4. | Tadej Pogačar       | Slowenien   | UAE Team Emirates          | + 15 s          |
| 5. | Maxim Van Gils      | Belgien     | Lotto Dstny                | + 15 s          |
| 6. | Alex Aranburu       | Spanien     | Movistar Team              | + 15 s          |
| 7. | Mads Pedersen       | Dänemark    | Lidl-Trek                  | + 15 s          |
| 8. | Remco Evenepoel     | Belgien     | Soudal Quick-Step          | + 15 s          |
| 9. | Pello Bilbao        | Spanien     | Bahrain Victorious         | + 15 s          |
| 10. | Alberto Bettiol     | Italien     | EF Education-EasyPost      | + 15 s          |

| Punktewertung | Punktewertung       | Punktewertung | Punktewertung              | Punktewertung |
| Fahrer        | Fahrer              | Land          | Team                       | Punkte        |
| ------------- | ------------------- | ------------- | -------------------------- | ------------- |
| 1.            | Frank van den Broek | Niederlande   | Team dsm-firmenich PostNL  | 33 P.         |
| 2.            | Romain Bardet       | Frankreich    | Team dsm-firmenich PostNL  | 30 P.         |
| 3.            | Wout van Aert       | Belgien       | Team Visma \| Lease a Bike | 22 P.         |
| 4.            | Sandy Dujardin      | Frankreich    | TotalEnergies              | 20 P.         |
| 5.            | Tadej Pogačar       | Slowenien     | UAE Team Emirates          | 19 P.         |
| 6.            | Mads Pedersen       | Dänemark      | Lidl-Trek                  | 19 P.         |
| 7.            | Maxim Van Gils      | Belgien       | Lotto Dstny                | 17 P.         |
| 8.            | Jonas Abrahamsen    | Norwegen      | Uno-X Mobility             | 17 P.         |
| 9.            | Alex Aranburu       | Spanien       | Movistar Team              | 15 P.         |
| 10.           | Ryan Gibbons        | Südafrika     | Lidl-Trek                  | 15 P.         |

| Bergwertung | Bergwertung         | Bergwertung | Bergwertung               | Bergwertung |
| Fahrer      | Fahrer              | Land        | Team                      | Punkte      |
| ----------- | ------------------- | ----------- | ------------------------- | ----------- |
| 1.          | Jonas Abrahamsen    | Norwegen    | Uno-X Mobility            | 13 P.       |
| 2.          | Valentin Madouas    | Frankreich  | Groupama-FDJ              | 11 P.       |
| 3.          | Frank van den Broek | Niederlande | Team dsm-firmenich PostNL | 9 P.        |
| 4.          | Ion Izagirre        | Spanien     | Cofidis                   | 8 P.        |
| 5.          | Romain Bardet       | Frankreich  | Team dsm-firmenich PostNL | 3 P.        |
| 6.          | Matej Mohorič       | Slowenien   | Bahrain Victorious        | 1 P.        |

| Nachwuchswertung | Nachwuchswertung           | Nachwuchswertung       | Nachwuchswertung           | Nachwuchswertung |
| Fahrer           | Fahrer                     | Land                   | Team                       | Zeit             |
| ---------------- | -------------------------- | ---------------------- | -------------------------- | ---------------- |
| 1.               | Frank van den Broek        | Niederlande            | Team dsm-firmenich PostNL  | 5 h 07 min 16 s  |
| 2.               | Maxim Van Gils             | Belgien                | Lotto Dstny                | + 11 s           |
| 3.               | Remco Evenepoel            | Belgien                | Soudal Quick-Step          | + 11 s           |
| 4.               | Thomas Pidcock             | Vereinigtes Königreich | Ineos Grenadiers           | + 11 s           |
| 5.               | Ilan Van Wilder            | Belgien                | Soudal Quick-Step          | + 11 s           |
| 6.               | Matteo Jorgenson           | Vereinigte Staaten     | Team Visma \| Lease a Bike | + 11 s           |
| 7.               | Tobias Halland Johannessen | Norwegen               | Uno-X Mobility             | + 11 s           |
| 8.               | Carlos Rodríguez           | Spanien                | Ineos Grenadiers           | + 11 s           |
| 9.               | Oscar Onley                | Vereinigtes Königreich | Team dsm-firmenich PostNL  | + 11 s           |
| 10.              | Johannes Kulset            | Norwegen               | Uno-X Mobility             | + 11 s           |

| Mannschaftswertung | Mannschaftswertung         | Mannschaftswertung           | Mannschaftswertung |
| Team               | Team                       | Land                         | Zeit               |
| ------------------ | -------------------------- | ---------------------------- | ------------------ |
| 1.                 | Team dsm-firmenich PostNL  | Niederlande                  | 15 h 22 min 11 s   |
| 2.                 | Team Visma \| Lease a Bike | Niederlande                  | + 10 s             |
| 3.                 | Ineos Grenadiers           | Vereinigtes Königreich       | + 10 s             |
| 4.                 | Soudal Quick-Step          | Belgien                      | + 10 s             |
| 5.                 | Lidl-Trek                  | Vereinigte Staaten           | + 10 s             |
| 6.                 | Red Bull-Bora-Hansgrohe    | Deutschland                  | + 10 s             |
| 7.                 | EF Education-EasyPost      | Vereinigte Staaten           | + 10 s             |
| 8.                 | Movistar Team              | Spanien                      | + 10 s             |
| 9.                 | Bahrain Victorious         | Bahrain                      | + 10 s             |
| 10.                | UAE Team Emirates          | Vereinigte Arabische Emirate | + 10 s             |

## Ausgeschiedene Fahrer
- Michele Gazzoli (Astana Qazaqstan Team) gab das Rennen wegen einem Hitzeschlag auf.[5]

## Trivia
San Marino ist nach Andorra, Belgien, Dänemark, Deutschland, dem Vereinigten Königreich, Irland, Italien, Luxemburg, Monaco, der Niederlande, der Schweiz und Spanien das 13. Land, durch das die Tour de France führt.